# Власов, Николай Алексеевич
Николай Алексеевич Власов (6 октября 1825 — 1903) — русский военный деятель, донской казак, артиллерист, участник Русско-турецкой войны 1877—1878 годов, генерал-майор (1884). 

## Биография
Из донского дворянского рода Власовых. Родился 6 октября 1825 года в Новочеркасске. Служил сперва в Донском учебном полку, а затем был назначен в 4-ю Донскую батарею, хорунжий (1843).
Участвовал в Венгерском походе в составе батареи. С 1863 года — командир той же батареи. В 1876 году произведён в полковники и назначен командиром 8-й Донской батареи.
Участвовал в Русско-турецкой войне 1877—1878 годов, где часть времени служил в отряде генерал-лейтенанта Иосифа Гурко. Принял участие в ряде ключевых сражений (второй штурм Плевны, рекогносцировка на Ловчу, третий штурм Плевны, Горный Дубняк, Телиш, Базарджик).
В 1884 году Власов был повышен до генерал-майора. В 1888 году вышел в отставку.
Скончался Власов в 1903 году.